# Маяк Хендрикс-Хед
Маяк Хендрикс-Хед (англ. Hendricks Head Light) — маяк, расположенный на небольшом мысе Хендрикс-Хед в устье реки Шипскот, округ Линкольн, штат Мэн, США. Административно относится к городу Саутпорт. Построен в 1829 году. Автоматизирован в 1975 году.

## История
В 19 веке город Уискассет, располагающийся выше по течению реки Шипскот, был крупный центром судоремонта и судостроения. И чтобы обеспечить безопасную навигацию до него, в 1829 году был в устье реки Шипскот на мысе Хендрикс-Хед был построен маяк, строительство обошлось в 2 662$. Маяк представлял собой прямоугольный каменный дом смотрителя с деревянной восьмиугольная башней, выступавшей с одной стороны его скатной крыши. Маяк был открыт 1 декабря 1829 года. Качество работ было не самым высоким, и к 1870-м годам маяк пришел в ветхое состояние и начал разрушаться. В 1875 году возвели новый маяк, представляющий собой квадратную коническую деревянную башню, на вершине которой располагались линзы Френеля. Новый дом смотрителя был построен отдельно от башни на фундаменте от старой постройки, изначально он соединялся с башней крытым переходом, который не сохранился. Комплекс зданий также включал в себя небольшую котельную, хозяйственную постройку и противотуманную колокольню. В 1933 году маяк перестали использовать по назначению, и в 1935 году он был продан частному лицу за 4 100$. Но в 1951 году маяк электрифицировали и он снова стал обеспечивать навигацию. В 1975 году маяк был автоматизирован Береговой охраной США. В январе 1978 года снежная буря уничтожила крытый переход от дома до маяка и хозяйственную постройку. Дом смотрителя и другие постройки продолжают оставаться в частной собственности.
В 1988 году он был включен в Национальный реестр исторических мест.